# Trait crème américain
Vous lisez un « article de qualité » labellisé en 2021.
Le Trait crème américain  (anglais : American Cream Draught) est une race de chevaux de trait originaire des États-Unis. Elle est développée par différents éleveurs de l'Iowa, au début du XXe siècle, à partir d'une jument porteuse du gène Champagne, nommée Old Granny. La Grande Dépression menace sa pérennité, mais plusieurs éleveurs travaillent à une sélection pour améliorer la couleur et le type. En 1944, un registre généalogique (stud-book) et une association de race sont créés. La motorisation des travaux agricoles, au milieu du XXe siècle, entraîne une diminution de la population, si bien que ce registre est inactif de 1957 jusqu'à sa relance en 1982.
Le Trait crème américain est facilement identifiable grâce à sa couleur de robe de teinte crème, nommée « champagne or », due à l'action du gène de dilution Champagne sur une base alezane. Sa peau rose et ses yeux de couleur ambre à l'âge adulte permettent également de l'identifier. Comme d'autres races de chevaux de trait, le Trait crème américain est affecté par l'épidermolyse bulleuse jonctionnelle létale, une maladie génétique à transmission autosomique récessive.
Bien que les effectifs de la race aient lentement ré-augmenté, le Trait crème américain est considéré comme étant rare et en danger critique d'extinction par le Livestock Conservancy et par l′Equus Survival Trust.

## Dénomination
Cette race est nommée American Cream Draught ou American Cream Draft  en anglais, un synonyme étant American Cream. Ce nom est traduit en français par « Trait crème américain » dans le Guide Delachaux.

## Histoire

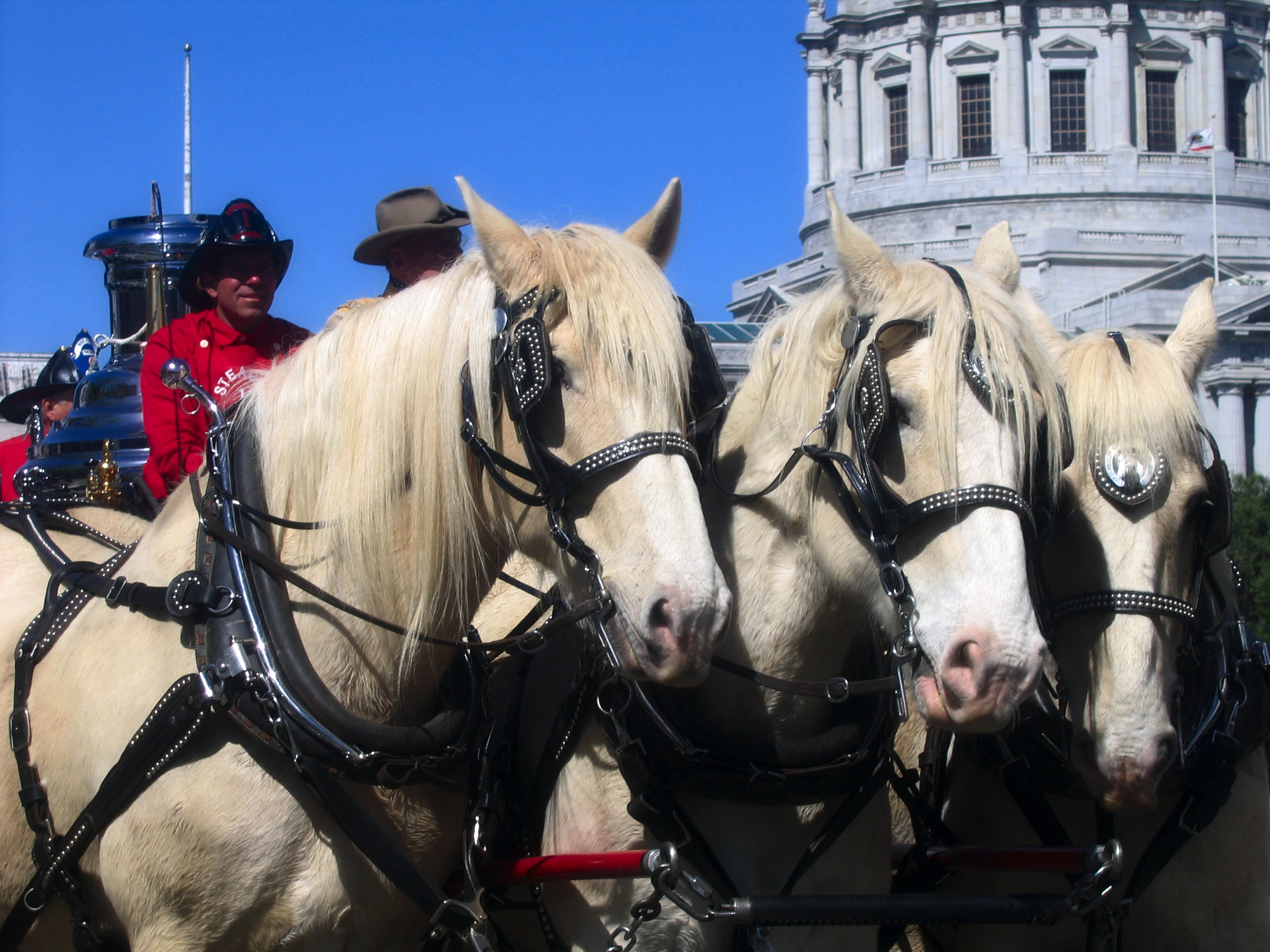
Attelage de trois Trait crème américains à un véhicule de pompiers lors d'une célébration du centenaire du séisme de 1906 à San Francisco.

Le Trait crème américain a la particularité d'être la première et la seule race de chevaux de trait native des États-Unis,. Elle gagne une certaine popularité sur les foires agricoles du Midwest durant les années 1930 à 1950. Cette race est généralement méconnue, même dans son pays d'origine. Elle est notablement absente de l'encyclopédie de référence publiée par l'Université de l'Oklahoma, International Encyclopedia of Horse Breeds, bien qu'elle soit référencée sur son site web.

### Origine
L'origine du Trait crème américain remonte au début du XXe siècle. Cette race provient du centre de la région de l'Iowa, où vers 1905, naît une jument de trait dont les origines restent méconnues, et qui exprime le gène Champagne : Old Granny,,,. La question de son origine est fréquemment débattue, mais sa nature éventuelle de Trait belge n'est soutenue que par la tradition orale. Cette jument est acquise en 1911 sur une vente aux enchères du comté de Story par Harry Lakin, un marchand de chevaux bien connu dans la région,,. Il remarque la couleur de robe inhabituelle des poulains de Old Granny, faisant augmenter leur prix de vente,,.
Elle est ensuite vendue à Nelson Brothers Farm. Old Granny y est croisée avec des étalons issus de diverses races de chevaux de trait : Percheron, Trait belge, et des chevaux locaux. Old Granny est considérée comme l'ancêtre fondatrice de la race du Trait crème américain,, ainsi que le symbole du standard de la race. Elle figure dans 98 % des généalogies en 1946. Il n'existe pas de photographie connue d'elle, mais ses poulains sont réputés pour présenter une forte ressemblance avec elle.
L'un de ces poulains impressionne tant le Dr vétérinaire Eric Christian, en 1920, qu'il supplie Nelson Brothers Farm de le garder comme étalon reproducteur. Ce cheval, connu sous le nom de Nelson's Buck no 2, est vu comme l'étalon fondateur de la race, bien qu'il n'ait eu qu'un seul poulain devenu à son tour un étalon reproducteur, Yancy no 3, par une jument Percheron de robe noire. Silver Lace no 9, arrière petit-fils de Nelson's Buck, né en 1931 d'une mère Trait belge (d'où son poids de 1 010 kg, considérablement plus important que celui des Trait crème modernes) devient l'un des chevaux les plus influents sur cette race. Ces chevaux suscitent une certaine admiration, mais il faut attendre 1935 pour voir naître de véritables efforts de création d'une race, via des sélections de lignées et le recours à des croisements consanguins visant à fixer le type. Cela résulte de la popularité de Silver Lace comme étalon reproducteur, le département d'agriculture de l'Iowa n'autorisant officiellement que les chevaux appartenant à une race reconnue à se reproduire. G. A. Lenning, propriétaire de Silver Lace, créée donc la Silver Lace Horse Company. La Grande Dépression, survenue peu après, force Lenning à cacher son cheval chez un voisin pour éviter qu'il ne soit saisi, mais malgré les difficultés économiques, de nombreux fermiers poursuivent la sélection de la race.

### Reconnaissance de la race
L'éleveur C. T. Rierson acquiert un grand nombre de juments issues de Silver Lace, et poursuit la sélection de la race. Un registre généalogique (stud-book) est officiellement créé aux États-Unis le 4 mars 1944,,, sous l'autorité de l′American Cream Breed Association, association d'une vingtaine d'éleveurs (dont Rierson) créée la même année,, à Radcliffe, dans l'Iowa. En 1950, le département d'agriculture de l'Iowa reconnaît à son tour officiellement la race, sur la base d'une recommandation du National Stallion Enrollment Board,.
L'étalon Eads Captain exerce lui aussi une forte influence sur la race, par sa présence dans environ un tiers des généalogies.

### Déclin et sauvegarde

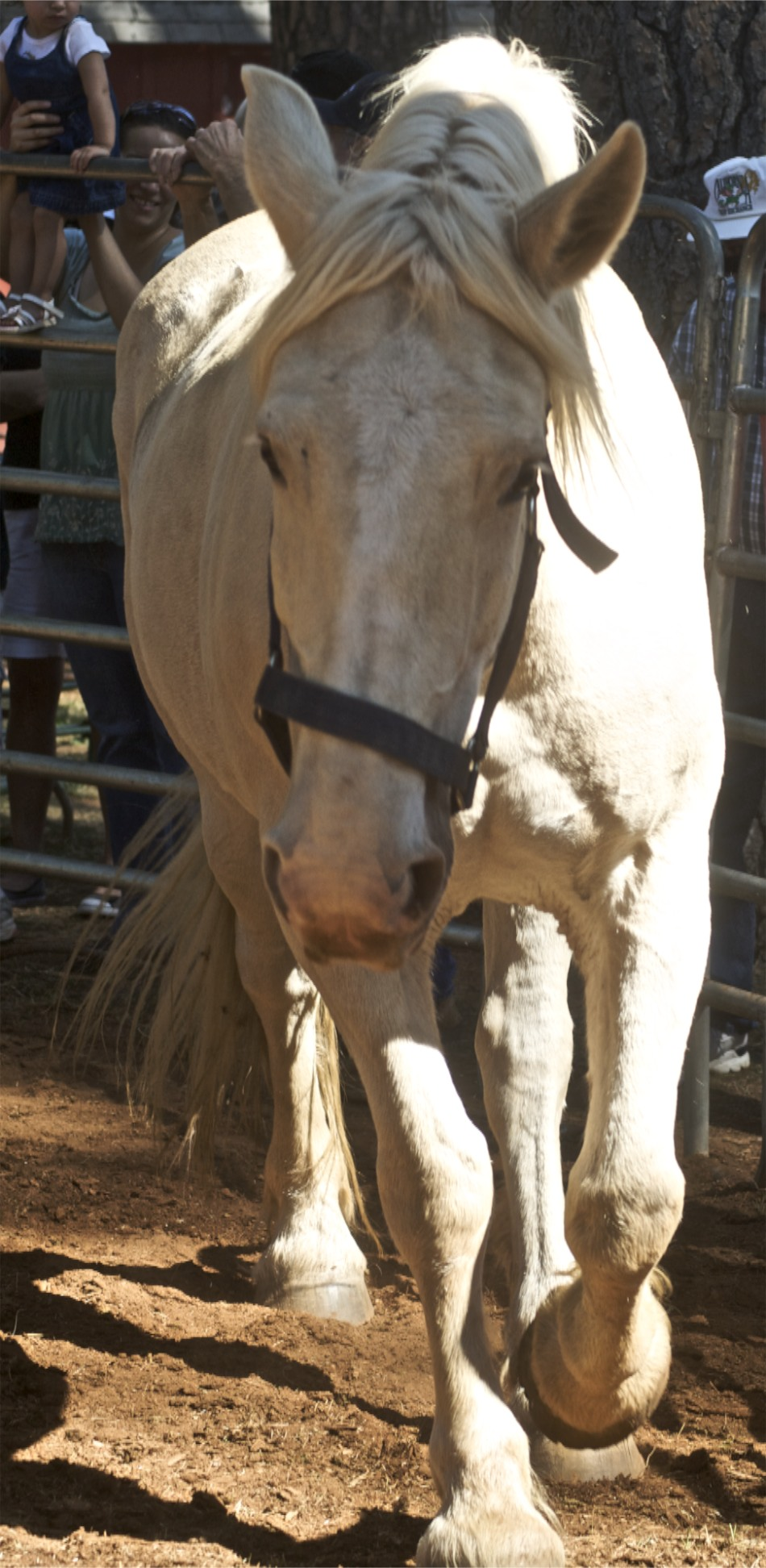
Trait crème américain, vu de face.

La motorisation des travaux agricoles entraîne ensuite le déclin du Trait crème américain,, particulièrement durant les années 1960. À la fin des années 1950, il ne reste que 200 chevaux issus de parents eux-mêmes Trait crème américains, possédés par 41 éleveurs,. Les effectifs tombent ensuite à moins de 25 individus, seule une poignée d'éleveurs de l'Iowa refusant d'abandonner leurs chevaux pour le tracteur. La mort de Rierson, président de association de race, en 1957, accroit cette chute du nombre d'enregistrement des chevaux.
Durant les années 1970, le secrétaire de l'association de race, persuadé que le Trait crème américain s'éteindrait, fait don de tous ses documents écrits à la librairie de l'Université d'État de l'Iowa, dans l'objectif que l'histoire de la race soit préservée. Un regain d'intérêt d'éleveurs survient au début des années 1980, permettant de sauver le Trait crème américain de l'extinction. En 1982, l'association de race réorganise et ré-ouvre le registre généalogique, qui était devenu inactif, avec une base de 28 juments et de 6 étalons reproducteurs. La majorité des éleveurs sont alors âgés d'environ 60 ans.
En 1994, il reste moins de 100 individus recensés dans le registre de race, mais les effectifs remontent à 222 sujets en 2000, 350 en 2004, et 402 en 2008.

## Description

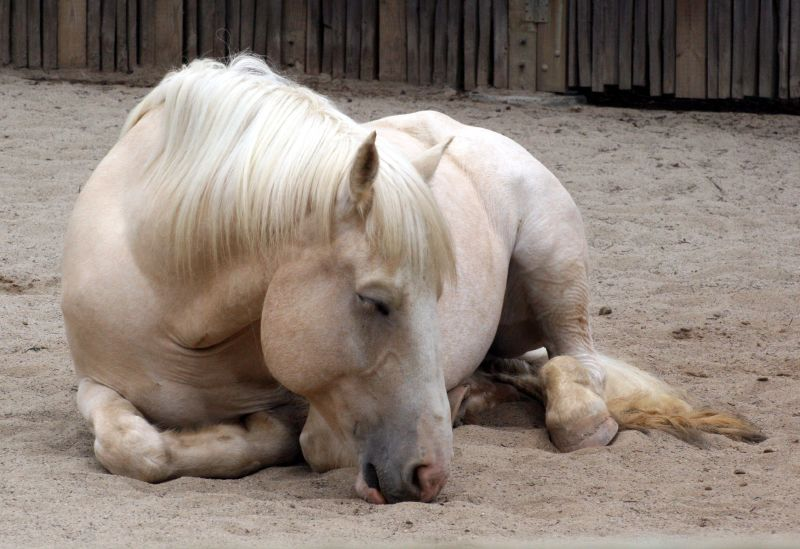
Trait crème américain endormi.

Le Trait crème américain est un cheval de trait, qui n'a reçu que l'influence d'autres races de trait durant son histoire. Il atteint sa maturité à l'âge de 5 ans.

### Taille et poids
Sa taille varie de 1,52 à 1,70 m d'après CAB International, 1,50 m à 1,75 m d'après le Guide Delachaux, pour 1,60 m en moyenne d'après la base de données DAD-IS. L'association de la race indique une fourchette de taille de 1,52 à 1,62 m chez les juments, et de 1,62 à 1,66 m pour les étalons.
Le poids va de 750 à 950 kg d'après le guide Delachaux. L'association de race indique une fourchette de 725 à 816 kg chez les juments, et de 816 à 907 kg chez les étalons,. DAD-IS indique une masse moyenne de 650 kg.

### Morphologie

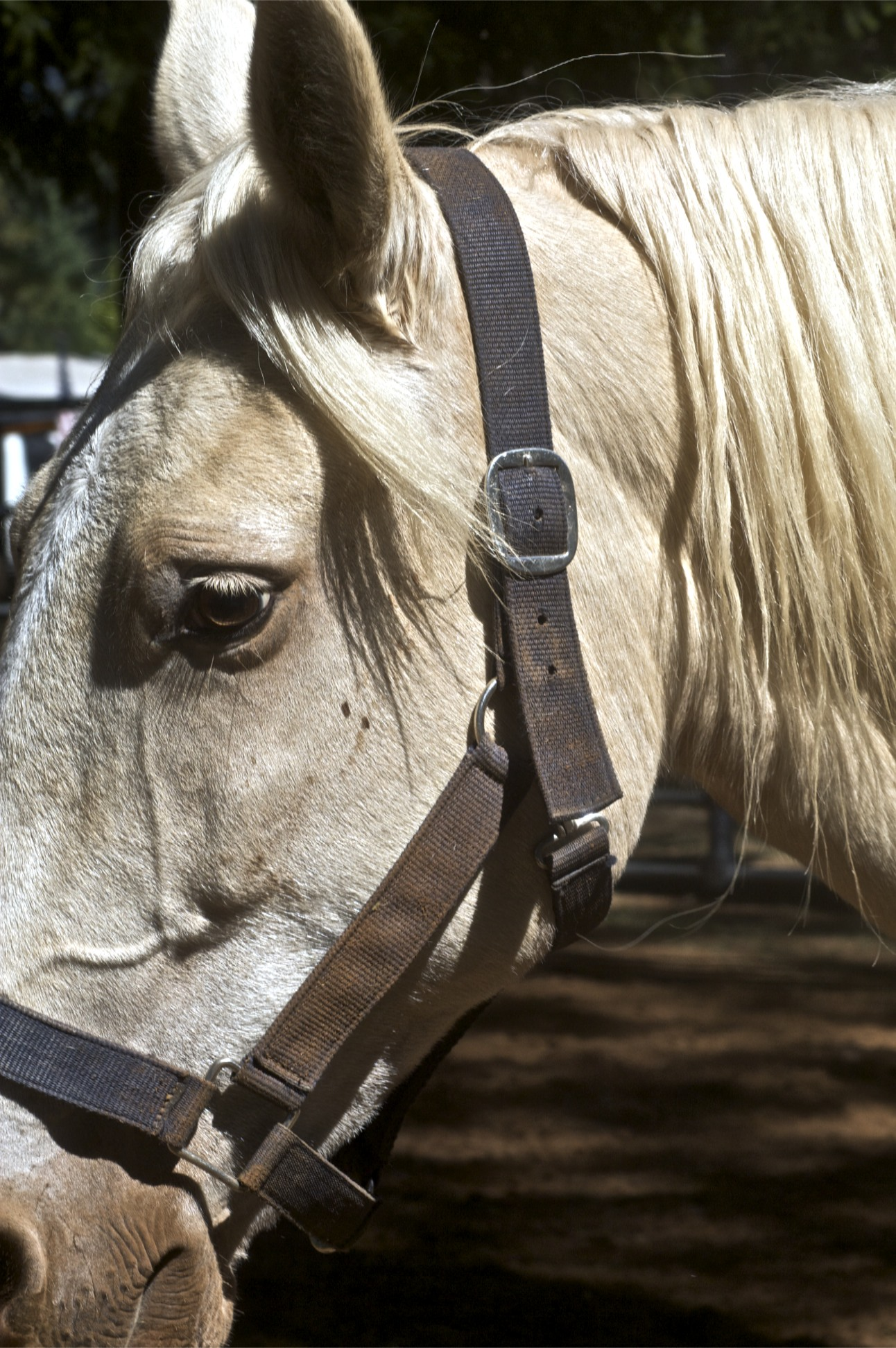
Détail sur la tête d'un Trait crème américain, montrant les yeux couleur ambre et la peau rose-violacée.

L'élevage sélectif a entraîné l'émergence d'un modèle plus raffiné qu'à l'origine. De format moyen à lourd, le Trait crème américain est doté d'une conformation typique des chevaux de traction qui travaillaient dans les champs avant la motorisation de l'agriculture.
Sa tête est longue, plutôt raffinée, proportionnée au corps, avec un profil facial rectiligne,. Les yeux sont recherchés grands et écartés l'un de l'autre, les oreilles petites,.
L'encolure est musclée, le garrot peu sorti. Le corps est plutôt court, avec une arrière-main très puissante,. La poitrine est large, l'épaule est très puissante et inclinée,,. Le dos est court et solide,. Le passage de sangle est profond,. Les côtes sont arrondies,. La croupe est musclée et avalée. Les jambes sont solides, proportionnées au corps, terminées par des pieds sûrs et durs,, aux sabots larges. Les crins sont souvent ondulés.

### Robe
La couleur de robe différencie nettement cette race des autres chevaux de trait. Le Trait crème américain est en effet une race de chevaux de couleur, car la couleur de robe constitue un critère d'identification essentiel. La couleur idéalement recherchée est un pelage dans les tons crème, avec des yeux ambre-noisette, et les crins (crinière, queue et fanons) blancs, la peau étant souvent rose, ou marbrée,. Contrairement à ce que suggère le nom de ces chevaux, leur robe n'est pas due au gène Crème (et n'est ni palomino ni albinos), mais bien au gène Champagne, présent dans 100 % des cas,. Les marques blanches sur la tête et les membres sont fréquentes et recherchées,.
Les chevaux conservent cette couleur de robe toute leur vie, la teinte hivernale pouvant cependant être un peu plus claire que la teinte estivale. Tous les chevaux issus de parents eux-mêmes porteurs du gène Champagne ne sont pas enregistrés comme faisant partie de la race, certains étant plus foncés que la teinte désirée.
Le poulain naît avec des yeux très clairs, aux iris presque blancs. Ils foncent à partir de l'âge d'un an, et prennent une couleur ambre à l'âge adulte.

### Tempérament, entretien et génétique

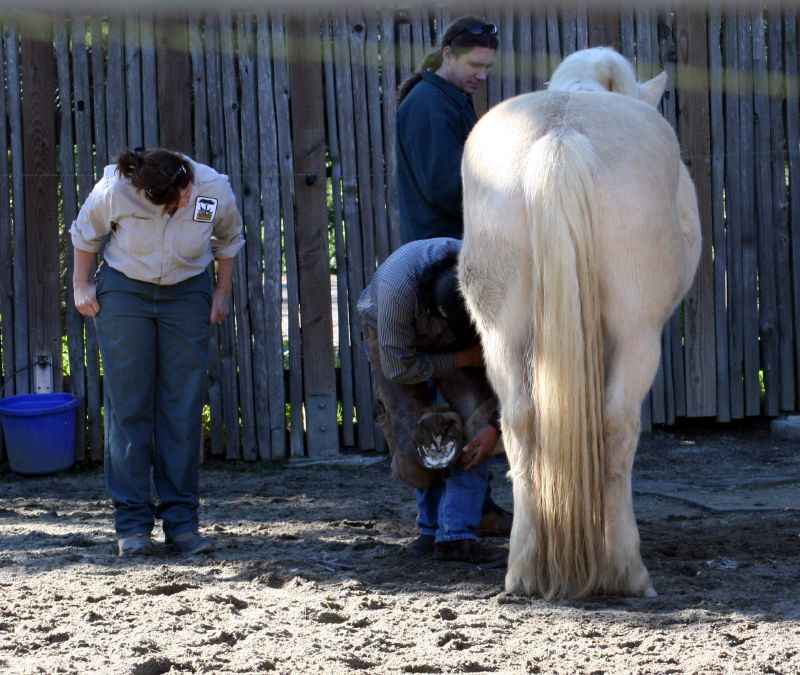
Nettoyage des pieds d'un Trait crème américain.

Le Trait crème américain est réputé pour sa bonne volonté au travail, ainsi que pour sa « nature imperturbable ». La docilité fait partie des critères de caractère notablement recherchés,. Les allures sont douces, relevées, avec un pied sûr,.
Le testage sanguin effectué par le Dr Gus Cothran en 1982 et les analyses génétiques menés sur la race montrent que cette population est bien distincte des autres races de chevaux de trait présentes aux États-Unis.

### Sélection

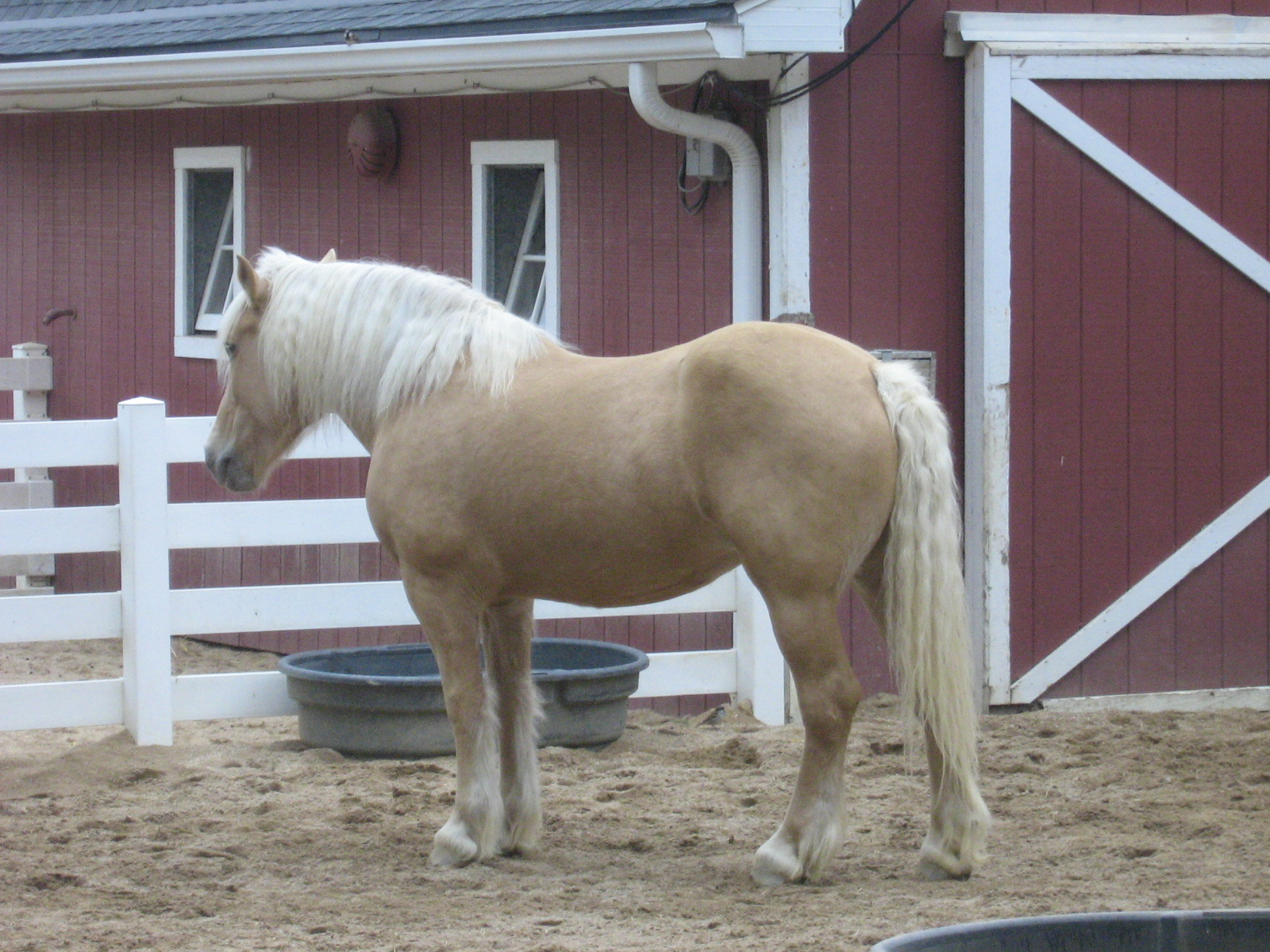
Un Trait crème américain dans l'Illinois, doté d'une couleur de robe plus foncée que la teinte désirée.

La race fait l'objet d'une sélection attentive, visant à préserver son type tel qu'il existait au XXe siècle, plutôt que de sélectionner un type plus « moderne ». Un poulain ne peut être enregistré que si ses deux parents font eux-mêmes partie de la race. Un poulain issu d'un parent Trait crème américain et d'un parent issu d'une autre race de chevaux de trait est enregistré sur le registre appendix, s'il répond aux critères requis, et peut être utilisé à la reproduction avec les chevaux appartenant à la race, dans l'objectif d'apporter de la diversité génétique. Une jument qui ne répond pas tout à fait aux critères de couleur requis peut être enregistrée comme faisant partie de la race, mais les étalons doivent obligatoirement correspondre à ces critères de couleur.
Une attention est portée à l'élimination de l'épidermolyse bulleuse jonctionnelle létale, via des tests génétiques ciblés. Cette maladie incurable de la peau, à transmission autosomique récessive, provoque la naissance de poulains avec de graves lésions, conduisant le plus souvent à leur euthanasie. Le Trait crème américain fait aussi partie des races chez lesquelles a été détectée la myopathie à stockage de polysaccharides.
Le registre généalogique est mis à jour deux fois par an, et envoyé gratuitement aux adhérents de l'association de la race. L'insémination artificielle et le transfert d'embryon sont autorisés pour la reproduction.
L'association de race interdit le rasage de la crinière et l'amputation de la queue, les chevaux devant obligatoirement avoir la crinière et la queue longues pour être enregistrés.

## Utilisations

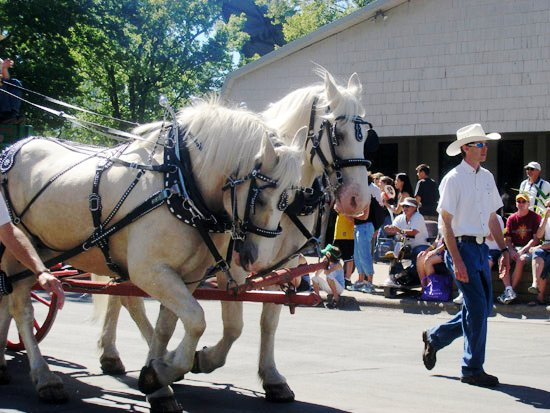
Attelage de Trait crème américains lors d'une parade.

La race est surtout utilisée pour la traction. Historiquement, le Trait crème américain est mis au travail agricole dans les plaines céréalières américaines. Désormais, il est surtout vu en parade équestre attelée, à l'attelage de loisir, en traction d'attelage commerciaux, et lors de rodéos. Il est également utilisé monté. Des concours de modèle et allures (shows) ont été développés à destination de cette race.
Le Trait crème américain est représenté, entre autres, au Nevada County Fairground, un spectacle annuel qui met en valeur les 5 races de chevaux de trait élevées aux États-Unis.

## Diffusion de l'élevage
Le Trait crème américain est classé comme une race locale originaire des États-Unis sur la base de données DAD-IS. Il est présent en petits nombres dans la totalité de ce pays, avec une plus forte concentration dans le Midwest,.
Son niveau de menace est considéré comme « en danger critique d'extinction » par la FAO, en 2007. Sur DAD-IS, le Trait crème américain est également indiqué comme étant à faibles effectifs, avec seulement 410 chevaux recensés en 2017. L'étude menée par l'université d'Uppsala, publiée en août 2010 pour la FAO, signale l'American Cream Draft comme une race locale nord-américaine en danger critique d'extinction. L′American Livestock Breeds Conservancy et l′Equus Survival Trust le listent également parmi les races animales domestiques rares, en danger critique.
D'après CAB International, ses éleveurs sont très investis pour permettre sa conservation, et se sont regroupés pour enrayer la chute des effectifs.
En 2021, le Trait crème américain figure sur une série de timbres à 55 cents annoncée par l'United States Postal Service, série célébrant les races animales domestiques issues de l'héritage américain.

### Articles
- [Nelson 1946] (en) Jack Nelson, « The American Cream Horse », Iowa State University Veterinarian, vol. 8, no 4,‎ 1946 (ISSN 0099-5851 et 0099-5266, lire en ligne, consulté le 8 décembre 2020)